# Дубриничі
Дубриничі — село в Україні, у Перечинському районі Закарпатської області між районними центрами Перечин та Великий Березний.

## Географічні дані
Розташоване на річці Уж. Крайнє південно-східне село Лемківщини.
На 2010 р. у селі мешкає 2154 особи.

## Назва
Дубриничі згадуються вперше в латинському тексті в формі Добронч, потім у 1401 році — як Дубрич. Назва походить від слова «дуб». Село під назвою Дубриничі в письмових джерелах вперше згадується в 1427 році.

## Історія
Станом на 1775 рік в селі 57 дворів і 763 жителі. Через півстоліття у 103 дворах мешкало 819 осіб, із них 800 греко-католиків і 19 угорців-реформатів. У географічному словнику Угорщини замітка про Дубриничі свідчить: «Руське село в Ужанському комітаті на березі Ужа, на північ від Ужгорода за чотири години ходьби».
До кінця XVII століття Ужгородським замком і навколишніми селами володіли графи Другети, до їхньої домінії входило і Дубриничі. Загін опришків Івана Сивохопа навесні 1649 року побував у Дубриничі і завдав кілька ударів сторожовим загонам графа Другеті. Селянські загони під керівництвом Михайла Васильчака з Дубриничів у 1706 році діяли в маєтках ужанської шляхти. Під кінець війни в Ужанській жупі налічувалося вже 10 загонів, які здійснили 35 нападів на маєтки шляхти.
У першій половині XIX століття економіка Дубринича дещо змінилась. Розширилася відома на всю Угорщину дубриницька економія з вирощування великої рогатої худоби. Почалися розробки родовища каолінової глини, що своєю якістю не поступалася найбільш знаменитим каоліновим глинам Європи. Дубриницький каолін вже з середини XIX століття йшов на виготовлення відомої на світовому ринку віденської порцеляни. В 1901 році було збудовано вузькоколійну залізницю завдовжки 16,4 км. Вона йшла з Дубринича вздовж річки Лютої до Чорноголови. Нею доставлявся ліс до Перечинського лісохімзаводу.

## Населення
Згідно з переписом УРСР 1989 року чисельність наявного населення села становила 2363 особи, з яких 1142 чоловіки та 1221 жінка.
За переписом населення України 2001 року в селі мешкала 2141 особа.

### Мова
Розподіл населення за рідною мовою за даними перепису 2001 року:
| Мова            | Кількість | Відсоток |
| --------------- | --------- | -------- |
| українська      | 2124      | 98.61%   |
| російська       | 17        | 0.79%    |
| словацька       | 4         | 0.19%    |
| угорська        | 2         | 0.09%    |
| білоруська      | 1         | 0.05%    |
| інші/не вказали | 6         | 0.27%    |
| Усього          | 2154      | 100%     |

## Пам'ятки
- Церкви

Церква Успенія пр. богородиці. 1794 (?).
Згідно з єпископською візитацією, у 1751 р. в Дубриничах була дерев’яна церква св. Козьми і Дем’яна з двома дзвонами, в не дуже доброму стані, слабо покрита шинґлами, не відомо ким освячена. Тоді в селі було 87 вірників та ще 44 у Пастілках.
Теперішня базилічна церква має характерні риси мурованих церков кінця XVIII ст. У кінці XIX ст. Гаврило Мігалі розмалював інтер’єр церкви. Розповідають, що іконостас зробили італійські майстри. Завершення вежі переробляли в 1960 р. На початку 1980-х років перемалювали ікони та настінні розписи.
Металева таблиця на дзвіниці містить імена всіх дубриничан, які працювали в Америці і зібрали гроші на дзвони.
Біля церкви стоїть каркасна металева дзвіниця з трьома дзвонами, вилитими Ференцом Егрі в 1927 році. У 1944 році з приходом радянської влади на Закарпаття греко-католицька Церква зазнала переслідувань з боку нового режиму. Унікальний іконостас Свято-Успенської церкви складається з 544 образів XVIII століття.  У 1949 році церкву Успіння Пресвятої Богородиці в селі Дубриничі насильно передано новоствореній православній громаді села.
21 жовтня 2007 року єпископ Мукачівської греко-католицької єпархії владика Мілан освятив новий храм Успіння Пресвятої Богородиці у селі Дубриничі Перечинського деканату.
- Американський дзвін
- Велосадиба «Добра нуч»
- Єврейський слід в історії Дубриничів: тут ще збереглися приміщення єврейської молочарні, аптеки, старий цвинтар
- Каолінові печери.
- Мінеральне джерело
- Поклади ртутної руди
- Поляна Фурцевої
- Санаторій-профілакторій «Дубриничі»

### Перелік вулиць
- вулиця Центральна
- вулиця Шевченка
- вулиця Тиха
- вулиця Українська
- вулиця Миру
- вулиця Піонерська
- вулиця Дружби
- вулиця Островська
- вулиця П.Тичини
- вулиця Ужанська
- вулиця Антона Кашшая
- вулиця Берег
- вулиця Гагаріна
- вулиця Лесі Українки
- вулиця Підгорбна
- вулиця Горб
- вулиця Станційна
- вулиця Шахово

## Відомі уродженці
- Кашшай Антон Михайлович (1921—1991) — народний художник УРСР.
- Лош́ак Іван Степанович (24. 02. 1913, село Дубриничі, нині Перечинського р-ну Закарпатської області (на той час Австро-Угорщина) — 19. 09. 1990, м. Пржібрам, Чехословаччина, похований у Празі) — скульптор, живописець і культурний діяч. Заслужений працівник культури Чехії. Від 1939 — живе у Празі. Член спілок українських митців «Студія» і «Штурса» (1940-ві рр.). У Празі закінчив Українську студію пластичного мистецтва (1940-ві рр.; кл. І. Кулеця, Р. Лісовського, К. Стаховського), де й викладав; навчався у Чеській Академії Мистецтв (1945–50; кл. О. Шпанієла, Я. Лауди, К. Покорного). Основні галузі — монументальна пластика, живопис. Учасник міжнародних виставок від 1950-х рр. Персональні виставки — у Празі, Пржібрамі, Ужгороді, Києві, Берліні, Будапешті (усі — 1980–90-ті рр.). Автор монументальних композицій і пам'ятників для м. Пржібрам, де працював 1958–90: «Ковалі» (1949), «Сталевар» (1950), «Композитор А. Дворжак» (1982), «Старий шахтар» (1987). Створював живописні натюрморти, пейзажі («Карлів міст», «Соняшники», «Натюрморт із фруктами», «Натюрморт із глечиком»), у яких відчутний вплив експресивної манери І. Кульця. Деякі скульптури і картини зберігаються у Закарпатському Художньому Музеї, галереях Чехії.

## Туристичні місця
- Американський дзвін
- Єврейський слід в історії Дубриничів: тут ще збереглися приміщення єврейської молочарні, аптеки, старий цвинтар
- Каолінові печери.
- Мінеральне джерело
- Поклади ртутної руди
- Поляна Фурцевої
- Санаторій-профілакторій «Дубриничі»
- храм Успенія пр. богородиці. 1794 